# رواية مرئية

ظهور الكلمات النصية للغة اليابانية للعبة سناتشر، والتي صدرت على منصة بي سي-8801.

 رواية مرئية (بالإنجليزية: Visual Novel)‏ هو نوع من ألعاب الفيديو سائد بشكل أساسي في اليابان، ولكن تم تصدير عدد من الألعاب خارجها. وهي عبارة عن مغامرات رسومية متأثرة بفن الأنمي، ومن بينها ألعاب محاكاة المواعدة (بالإنجليزية: Dating Sim)‏. ويمكن للاعب التحرك ومخاطبة الشخصيات. عندما يخاطب اللاعب شخصية ما فإن صورة هذه الشخصية تظهر كبيرة في وسط الشاشة ويظهر مربع الحديث في الأسفل. من أشهر ألعاب الروايات المرئية التي صدرت لخارج اليابان لعبة ستاينز؛غيت وفينيكس رايت: إيس أتورني وسناتشر ودانغانرونبا.
نشأت الروايات المرئية في اليابان وتُعد أكثر شيوعًا فيها، حيث شكّلت ما يقارب 70% من إصدارات ألعاب الحاسوب في عام 2006. في اللغة اليابانية، يُميَّز غالبًا بين الروايات المرئية (المعروفة اختصارًا بـ NVL من كلمة "Novel")، والتي تركز في الغالب على السرد وتحتوي على عناصر تفاعلية محدودة، وبين ألعاب المغامرات (AVG أو ADV من "Adventure")، التي تتضمن عناصر من حل الألغاز وأشكالًا أخرى من أساليب اللعب. وغالبًا ما يُغفل هذا التمييز خارج اليابان، إذ يُشار إلى كلٍّ من الروايات المرئية وألعاب المغامرات بأسلوب ADV بمسمى "روايات مرئية" من قبل المعجبين في الأوساط العالمية.
نادراً ما تُنتج الروايات المرئية خصيصًا لأجهزة ألعاب الفيديو المنزلية، إلا أن بعض الأعمال الشهيرة منها قد تُنقَل من الحاسوب (أو أجهزة مماثلة) إلى منصات مثل سيغا ساترن، دريم كاست، بلايستيشن بورتبل، أو إكس بوكس 360. وتُقتبس الروايات المرئية البارزة في كثير من الأحيان إلى روايات خفيفة أو مانغا أو أنمي، وقد تُستكمل أو يُنتج لها امتدادات على هيئة ألعاب فيديو من أنواع أخرى مثل ألعاب تقمص الأدوار أو ألعاب الحركة ضمن نفس العالم القصصي. ويظل سوق الروايات المرئية خارج شرق آسيا محدودًا، إلا أن عددًا من أعمال الأنمي المقتبسة عنها تحظى بشعبية واسعة لدى جمهور الأنمي خارج اليابان.